# Tadeusz Walasek

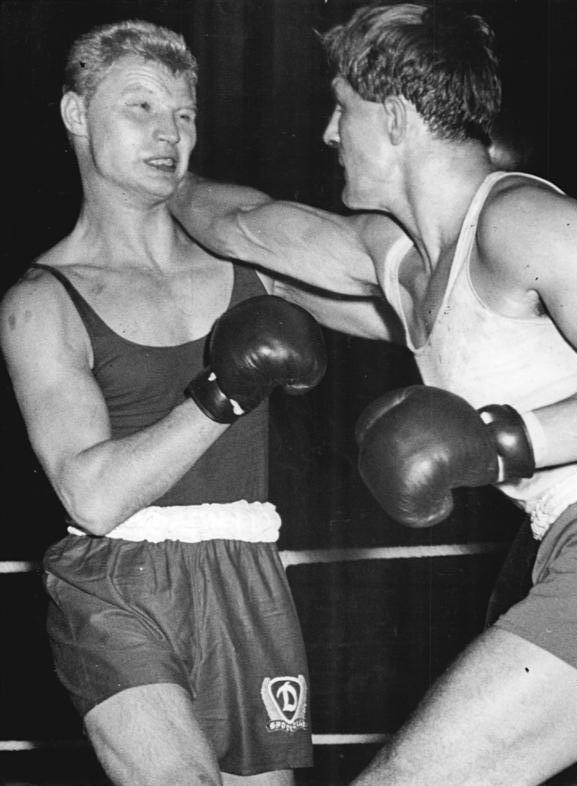
Tadeusz Walasek (vpravo) v roce 1963

Tadeusz Walasek (15. července 1936, Elżbiecin – 4. listopadu 2011, Wołomin) byl polský boxer. Na Letních olympijských hrách 1960 v Římě získal stříbrnou medaili ve váhové kategorii do 75 kg, když ve finále prohrál s Eddiem Crookem z USA. O čtyři roky později na olympiádě v Tokiu získal ve stejné váhové kategorii bronz. V roce 1961 se v Bělehradě stal mistrem Evropy.